# Lile, Guangdong
Lile (kinesiska: 礼乐)  är ett stadsdelsdistrikt i sydöstra Kina. Det ligger i stadsdistriktet Jianghai i staden Jiangmen i provinsen Guangdong, omkring 69 kilometer söder om provinshuvudstaden Guangzhou. Antalet invånare är 82 612. Befolkningen består av 40 324 kvinnor och 42 288 män. Barn under 15 år utgör 16,0 %, vuxna 15-64 år 76 %, och äldre över 65 år 7,0 %.